# Thomas David Jones
Thomas David Jones (* 22. ledna 1955 Baltimore, Maryland, USA), americký letec, důstojník a kosmonaut. Ve vesmíru byl třikrát.

## Život

### Rodina
Jeho prarodiče Ján Matľák a Katarína Hrebíková pocházeli z Jakuban na Slovensku. Oženil se s Elizabeth, rozenou Fultonovou.

### Studium a zaměstnání
Absolvoval střední školu Kenwood Senior High School v městě Essex (1973) a pak pokračoval ve studiu na vojenské letecké akademii USAF Academy v Colorado Springs. Po ukončení studia v roce 1977 pokračoval po několikaleté přestávce ve vysokoškolském studiu na University of Arizona, kde roku 1988 získal doktorát.
Jako pilot působil v armádě v letech 1977 až 1983. Později pracoval jako vědec na různých místech. V letech 1990 až 2001 byl členem jednotky kosmonautů v NASA. Po ukončení kariéry kosmonauta pro NASA pracoval dál.

### Lety do vesmíru
Na oběžnou dráhu se v raketoplánech dostal čtyřikrát a strávil ve vesmíru 53 dní, 0 hodiny a 49 minut. Byl 307 člověkem ve vesmíru. Absolvoval tři výstupy do volného vesmíru (EVA), kde strávil 19 hodin a 49 minut.
- STS-59 Endeavour (9. dubna 1994 – 20. dubna 1994), letový specialista
- STS-68 Endeavour – (30. září 1994 – 11. říjen 1994), velitel užitečného zařízení
- STS-80 Columbia, (19. listopad 1996 – 7. prosinec 1996), letový specialista
- STS-98 Atlantis (7. února 2001 – 16. února 2001), letový specialista